# Бодмер, Уолтер
Сэр Уолтер Фред Бодмер (родился 10 января 1936 года) — британский генетик немецко-еврейского происхождения.

## Ранний период жизни
Бодмер родился во Франкфурте, Германия. Он получил образование в Манчестерской гимназии и продолжил изучение математических дисциплин в Кембриджском университете в качестве студента Клэр-колледжа в Кембридже . Он получил степень доктора философии в 1959 году в Кембридже за исследования генетики популяций домовой мыши и Primula vulgaris (первоцвета) под руководством Рональда Фишера.

## Карьера и исследования
В 1961 году Бодмер присоединился к лаборатории Джошуа Ледерберга на кафедре генетики Стэнфордского университета в качестве постдокторанта, продолжая свою работу в области популяционной генетики. В 1962 году Уолтер Бодмер был назначен преподавателем Стэнфордского университета. Он покинул Стэнфордский университет в 1970 году, чтобы стать первым профессором генетики в Оксфордском университете
Бодмер разработал модели популяционной генетики и работал над антигенной системой лейкоцитов человека и использованием гибридов соматических клеток для изучения сцепления человека. В 1985 году он возглавил комитет Королевского общества, написавший отчет Бодмера; которому приписывают начало движения за общественное понимание науки.
Бодмер был одним из первых, кто предложил идею проекта «Геном человека». В 1987 году он получил медаль Эллисона-Клиффа от Королевского медицинского общества. Он был директором по исследованиям (1979—1991), а затем генеральным директором (1991—1996) Имперского фонда исследования рака. Он также был канцлером Солфордского университета в Англии (1995—2005; его сменил сэр Мартин Харрис) и директором Хертфордского колледжа в Оксфорде (1996—2005; его сменил доктор Джон Ландерс).
В 2005 году Бодмер был назначен руководителем проекта Wellcome Trust Оксфордского университета стоимостью 2,3 миллионов фунта стерлингов (примерно 4,5 миллионов долларов США) для изучения генетического состава Соединенного Королевства — проект «Население Британских островов». К нему присоединились оксфордский профессор Питер Доннелли (эксперт по популяционной генетике и статистике) и главный научный сотрудник Wellcome Trust Лон Кардон. Бодмер сказал: «Наша цель — охарактеризовать генетический состав британского населения и связать его с историческими и археологическими свидетельствами». Исследователи представили некоторые из своих открытий публике в телесериале Channel 4 «Faces of Britain». 14 апреля 2007 г. на британском канале 4 была показана программа, в которой освещались текущие результаты исследования. В рамках проекта были взяты образцы ДНК сотен добровольцев по всей Британии в поисках контрольных фрагментов ДНК, которые могли бы выявить биологические следы последовательных волн колонизаторов — кельтов, саксов, викингов и т. д. — в различных частях Британии. Выводы показали, что вторжение викингов в Британию было совершено преимущественно датскими викингами, в то время как Оркнейские острова были заселены норвежскими викингами. Совсем недавно это исследование было представлено на конференции Института Гальтона «Новый взгляд на древних британцев» в 2019 году. Бодмер ранее работал в Институте Гальтона в качестве его президента с 2008 по 2014 год.
Он возглавлял лабораторию рака и иммуногенетики Института молекулярной медицины Уэзеролла Оксфордского университета с 1996 года. Научные интересы лаборатории включают фундаментальную генетику и биологию колоректального рака.

## Почести и награды
Бодмер получил множество наград, в том числе:
- 1972: Избран членом Американской академии искусств и наук.
- 1974: член Королевского общества.
- 1980: Премия Уильяма Аллана
- 1981: избран членом Национальной академии наук США.
- 1986: Рыцарь-бакалавр
- 1987: Медаль Эллисона-Клиффа Королевского медицинского общества.
- 1988: Почетная степень (доктор наук) Университета Бата.
- 1989: Избран членом Американского философского общества.
- 1992: Почетный член Эдинбургского королевского общества (FRSE).
- 1994: Премия Майкла Фарадея
- 2013: Королевская медаль Королевского общества.
- 1984: прочитал рождественские лекции Королевского института о послании генов.
- Почетный член Британского общества иммунологии

Его свидетельство об избрании в Королевское общество гласит:
Отличился своим теоретическим и экспериментальным вкладом в генетику. Его анализ моделей популяционной генетики, особенно человека, его вклад в понимание бактериальной трансформации, в понимание системы HL-A и в использование гибридов соматических клеток для изучения сцепления у человека выдающийся. Немногие ученые внесли свой вклад в выдающиеся работы в таком диапазоне областей и с использованием такого диапазона методов, математических и экспериментальных, и такого диапазона организмов.

## Личная жизнь
Отец Бодмера был евреем, поэтому семья была вынуждена покинуть нацистскую Германию; в 1938 году они поселились в Манчестере, Англия. В 1956 году Уолтер Бодмер женился на Джулии Бодмер (урожденная Пилкингтон) 1934—2001 ; она также стала известным генетиком. У них было два сына и дочь. Леди Бодмер умерла в 2001 году.

## Интервью
- Walter Bodmer. Sir Walter Bodmer FRS in interview with Dr Max Blythe: Interview 1 (англ.). — Oxford Brookes University, 2017. — doi:10.24384/000458.
- Walter Bodmer. Sir Walter Bodmer FRS in interview with Dr Max Blythe: Interview 2 (англ.). — Oxford Brookes University, 1998. — doi:10.24384/000007.